# 롬인

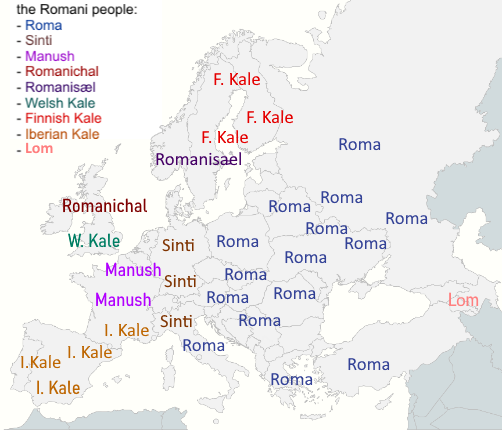
롬의 분포

롬인(영어: 단수: Rom; 복수: Roma, Romani, Roms 등)은 전통적으로 유랑하며 살아가는 인도-아리아 계통의 민족 집단이다. 전세계의 넓은 지역에 걸쳐 분포하나 현대 롬인은 유럽, 특히 발칸반도에 많은 인구가 거주한다.
그 기원에 관해 역사적으로 다양한 추측이 있었으나 현대에는 언어적, 유전적 증거에 의해 인도 아대륙 북부의 라자스탄에서 기원하였다는 주류설이 뒷받침되고 있다. 서기 1,000년 경에 (어쩌면 여러 차례) 서쪽으로 이주의 물결이 발생했을 것으로 추정되는데, 이들의 이름은 인도에서 대대로 유랑하며 음악을 하거나 춤을 추는 직업을 가지는 카스트인 돔(Dom, डोम) 집단에서 유래한 것이다. 이들은 이란의 가즈나 제국을 거쳐 비잔틴 제국으로 유입되었고, 이를 통해 13~14세기에는 유럽 대륙에 도달했다.
영어를 비롯한 여러 언어에서는 집시(Gypsy)라는 이름으로 더 잘 알려져 있는데, 이는 이들이 이집트에서 왔다는 오해에서 비롯한 것이다. '집시'라는 단어는 역사상으로 그들을 비하하는 뜻으로 자주 쓰였기에 현대에는 이것이 자신들을 모욕한다고 여기는 롬인들이 많아 쓰임이 줄어들고 있다. 그 밖에 유럽 많은 지역에서는 그리스어에서 유래한 치간(Cigan, Tsigan 등)이라는 명칭으로도 불려 왔으나 이 역시 현대에는 그들을 비하하는 이름으로 본다.
롬인이 유럽에서 당한 박해의 역사는 아주 길며, 에밀리 브론테의 장편소설 《폭풍의 언덕》에서 출신 성분을 잘 알 수 없는 부랑아들로 묘사되는 등 아주 좋지 않은 평가를 받았다. 1933년부터 1945년 동안 나치 독일의 홀로코스트에는 절멸 대상으로 롬인들도 포함되어 있었으며, 학살 및 강제 노역으로 인해 약 60만 명에서 80만 명이 살해되었다.
전통적인 언어로는 롬어가 있으며 인도아리아어군에 속한다. 롬어는 여러 개의 방언으로 나뉘는데, 2백만 명 이상이 사용하고 있다. 다만 롬인들 가운데는 롬어를 쓰지 않고 다양한 현지 언어를 사용하는 경우도 많다.

## 관련 논문
한국 학계에서는 대체로 롬인보다는 '집시'라는 말을 더 많이 쓴다.
- 나송주, 〈《집시 여인》과 집시의 전통과 소수성〉, 《세계문학비교연구》 12, 세계문학비교학회, 2005년
- 김규진, 〈체코 집시의 문화적 전통과 정체성〉, 《동유럽발칸연구》 31, 한국외국어대학교(글로벌캠퍼스) 동유럽발칸연구소, 2012년
- 장세룡, 〈집시의 공화국 시민화 정책의 향방 : 프랑스에서 이주민 집시 거주지의 철거와 추방〉, 《역사와 세계》 49, 효원사학회, 2016년
- 권미란, 〈스페인 집시를 통해서 본 플라멩코 탄생에 관한 연구: 집시 정책과 법 규정을 중심으로〉, 《스페인어문학》 93, 한국스페인어문학회, 2019년

## 같이 보기
- 유럽의 유랑민
- 달리트
- 인도인
- 로마-인도 관계